# Ширяев, Максим Сергеевич (самбист)
Максим Сергеевич Ширяев (род. 18 марта 1988, Москва) — российский самбист и дзюдоист, призёр чемпионатов России по самбо и дзюдо, чемпион и призёр абсолютных чемпионатов страны по самбо, бронзовый призёр чемпионата Европы по самбо, мастер спорта России международного класса по самбо. Выпускник ГЦОЛИФК. Живёт в Москве.

## Спортивные результаты
- Чемпионат России по дзюдо среди юниоров 2007 — ;
- Чемпионат России по дзюдо среди молодёжи 2010 — ;
- Чемпионат России по дзюдо 2010 — ;
- Абсолютный чемпионат России по самбо 2011 — ;
- Чемпионат России по самбо 2012 — ;
- Абсолютный чемпионат России по самбо 2014 — ;
- Чемпионат России по дзюдо 2016 — ;